# L'Impératrice
L'Impératrice (укр. «Імператриця») — французький поп і ню-диско гурт, створений у 2012 році в Парижі. Гурт складається з шести музикантів: Шарль де Буассеген, засновник гурту (клавішні), Ханьї Гвон (клавішні), Девід Гоге (бас-гітара), Ашіл Тросельє (електрогітара), Том Даво (барабани) і Флор Бенгігі (вокал), який приєднався до гурту у 2015 році.

## Кар'єра
Вони випустили свій перший однойменний мініальбом у 2012 році, потім другий (Sonate Pacifique) у 2014 році, а потім третій (Odyssée) у 2015 році. Останній був перередагований через рік під назвою L'Empereur, у повільнішій версії оригіналу, натхненною помилкою фаната, який відтворив альбом на неправильній швидкості. Акустична версія з використанням скрипки, віолончелі та акустичної гітари також була випущена в лютому 2017 року.
У 2016 році гурт отримав нагороду шанувальників Deezer Adami
У 2016 році вийшов сингл «Vanille Fraise» на основі семплу соул-співачки Аніти Ворд.
Потім гурт приєднався до незалежного лейблу microqlima, випустивши міні-альбом Séquences у червні 2017 року Ремікси його пісень, одна з яких виконана австралійською групою Parcels, були випущені того вересня.
17 жовтня 2017 року гурт випустив „Erreur 404“, перший сингл з їхнього першого повноформатного альбому Matahari. L'imperatrice з'явилися у французькому телевізійному шоу Quotidien на TMC 9 січня 2018 року
Гурт виступав у La Cigale 12 жовтня 2017 року, а потім у Casino de Paris 3–4 квітня 2018 року. З лютого по травень 2018 року вони завершили французький тур. Продовження цього туру відбулося з жовтня 2018 року по січень 2019 року
21 червня 2018 року під час Fête de la Musique гурт виступив у Національній асамблеї Франції.